# B.L.E.A.G. 1 bis 4
Die vier vierachsige elektrische Lokomotiven 1 bis 4 der Badischen Lokal-Eisenbahnen AG (B.L.E.A.G.) kamen auf der ursprünglich meterspurigen Albtalbahn sowie ihren Zweigstrecken zum Einsatz. Die Fahrzeuge versahen ihren Dienst bis etwa 1964. Die Lokomotive Nummer 4 war Versuchsträger für einen Zweisystembetrieb auf der Albtalbahn.

## Geschichte
Nachdem die Albtalbahn für den Betrieb mit Wechselspannung 8,8 kV 25 Hz umgerüstet wurde, beschaffte sie vierachsige Lokomotiven, die von der Waggonfabrik Herbrand und der AEG geliefert wurden. Die Lokomotiven versahen ihren Dienst auf der Hauptstrecke Karlsruhe Albtalbahnhof–Bad Herrenalb ebenso wie auf der Ettlinger Seitenbahn, der Zweigstrecke Busenbach–Ittersbach sowie anfangs auf dem anschließenden Abschnitt Ittersbach–Pforzheim. Die Lokomotiven versahen sowohl den Personenzugdienst als auch den Güterverkehr, der in der Menge Schwankungen unterlag.
Die Albtalbahn wurde im Zweiten Weltkrieg durch Tieffliegerangriffe unter Beschuss genommen. Dennoch überstanden die Lokomotiven den Krieg und versahen danach weiter den Dienst, besonders vor schweren Zügen, bei denen Dampfvorspann nötig war. Die Lokomotiven waren gegenüber den Triebwagen leistungsstärker. Sie waren bis zur Umspurung der Strecke auf Normalspur im Einsatz und wurden bis 1964 ausgemustert.

## Konstruktion

### Ursprungsversion
Die elektrische Ausrüstung bestand aus den Baugruppen Leistungstransformator, Fahrzeugsteuerung, Winter-Eichberg-Motoren, Hilfsbetriebe und Fahrzeugsteuerung. Der Transformator erhielt aus der Fahrleitung über den Stromabnehmer, den Dacheinführungsisolatoren und der Hochspannungkammer den Arbeitsstrom. Der Stromabnehmer war ursprünglich als Scherenstromabnehmer mit einzelnen Schleifstücken, ab 1930 mit waagerechten Endstücken und doppelten Schleifstücken ausgerüstet. Der Transformator besaß verschiedene Anzapfungen für die sechs Fahrstufen, die verschiedenen Fahrstellungen der Vakuumpumpe für die Hardy-Bremse sowie für Licht, Lokomotiv- und Zugheizung sowie für die Hilfsbetriebe wie Läutewerk, Scheinwerfer und Ölschalterpumpe. Außerdem besaß die Lokomotive zwei Erregertransformatoren, die je auf einem Motorsatz lagen und zur Reduzierung der Ankerströme dienten.
Ausgerüstet waren die Lokomotiven mit vier Winter-Eichberg-Motoren, die als Tatzlagermotoren ausgebildet waren und bis zu 750/min schnell liefen. Auf dem Führerstand befanden sich Fahrschalter, Richtungswender und Bremskontroller für die Hardy-Bremse. Mit dem Fahrschalter wurden die einzelnen Fahrstufen ausgewählt, über eine Schützensteuerung die Leistungstrafoanzapfung für die Fahrmotoren gesteuert.

### Zweisystemversuchslokomotive
| Technische Daten der Zweisystemlokomotive | Technische Daten der Zweisystemlokomotive |
| ----------------------------------------- | ----------------------------------------- |
| Stundenleistung:                          | 4 × 115 kW                                |
| Höchstgeschwindigkeit:                    | 50 km/h                                   |
| Stundenzugkraft:                          | 4,2 t                                     |
| Anfahrzugkraft:                           | 6,2 t                                     |
| Dauerzugkraft:                            | 3,3 t                                     |
| Polpaarzahl:                              | 3                                         |
| Gewicht eines Motors ohne Getriebe:       | 1,06 t                                    |
| Getriebeübersetzung:                      | 1:7,77                                    |
| Außendurchmesser eines Motors:            | 600 mm                                    |
| Nennleistung des Trafos 25 Hz:            | 320 kVA                                   |
| Nennleistung des Trafos 50 Hz:            | 380 kVA                                   |
| Gewicht eines Trafos:                     | 2,2 t                                     |

Als die AEG Mitte der 1950er Jahre Studien zur Erprobung von Zweisystemlokomotiven durchführte, bot sich dafür die Albtalbahn mit ihrer Zweigstrecke Busenbach–Ittersbach und den beiden Spannungssystemen 8,8 kV 25 Hz sowie 10 kV 50 Hz an. Um die Kosten für den Versuch niedrig zu halten, wurde die Lokomotive 4 als Versuchsträger gewählt und lediglich deren elektrische Ausrüstung umgebaut. Es wurde ein zweiter Transformator eingebaut und neue Motoren von BBC ausgewählt, die gegenüber den alten eine elektrische Spannung von sechs Kilovolt besaßen. Die zwei Motoren eines Drehgestelles arbeiteten als Motorgruppe, es konnte wahlweise mit einer oder mit beiden Motorgruppen gefahren werden. Die Stundenleistung der Motoren konnte fast verdoppelt sowie die Höchstgeschwindigkeit auf 50 km/h angehoben werden.
Nachträglich musste für die Fahrmotoren eine Fremdbelüftung eingerichtet werden, was besonders die Leistungssteigerung erklärt. Außerdem wurde die Aufhängung der Fahrmotoren geändert. Äußerlich war die Lokomotive durch die außen angebrachten Metallschläuche für die Fahrmotorenbelüftung zu erkennen. Die Lokomotive ist mit einem anderen Zweisystemfahrzeug von der Albtalbahn ausführlich untersucht worden. Sie erbrachten wertvolle Erkenntnisse für die Verwendung der Landesfrequenz als Bahnstrom.